# Kicktipp
Kicktipp ist eine seit 1995 bestehende Internet-Plattform, welche kostenlose Tippspiele anbietet. Dort angemeldete Nutzer können eigene Tippspiele rund um den Bereich Fußball oder auch mit anderen Sportarten organisieren. Am beliebtesten sind Tippspiele zur deutschen Fußball-Bundesliga sowie Europa- und Weltmeisterschaften. Einzelne Ligen und Sportarten sind miteinander in einem Tippspiel kombinierbar. Kicktipp ist eines der größten Tippspiel-Portale im Netz und verzeichnet in Spitzenzeiten 10.000 Seitenaufrufe pro Sekunde.

## Funktion
Jede Tippgemeinschaft gestaltet ihr eigenes Tippspiel und definiert dafür eigene Regeln oder übernimmt die Vorschläge von Kicktipp. Die so individuell konfigurierten Tippspiele ermöglichen eigene Punkte- oder Quotenregeln und die Punkteberechnungen erfolgen automatisch. Bis zu 300 Tipper können sich an einem so gestalteten Tippspiel beteiligen. Die Spielauswertungen erfolgen live und in Echtzeit. Registrierte Nutzer können in maximal 100 Tippspielen aktiv sein. Es gibt eigene Apps für iOS und Android.
Die Tageszeitung Die Welt beschäftigte sich am 18. Januar 2013 mit der Frage, warum Ahnungslose beim Tippen abräumen, und kommt zu dem Schluss, dass der Ausgang eines Fußballspiels bis zu 86 Prozent Zufall und nur zu 14 Prozent ein Resultat der Leistungsstärke der beiden Mannschaften sei. In dem Artikel wird auch Kicktipp mit der Aussage zitiert, dass gute Tipper Spieltendenzen, also Heimsieg, Unentschieden oder Auswärtssieg, zu 50 Prozent richtig vorhersagten und weniger erfahrene Tippspieler immerhin eine 40-prozentige Trefferquote hätten.

## Betreiber
Betreiber der Seite Kicktipp ist die Kicktipp GmbH in Düsseldorf; Geschäftsführer ist Janning Vygen.
Kicktipp hat nach eigenen Angaben zwei Mitarbeiter. Sie wurden in einer Reportage der WDR Lokalzeit (Düsseldorf) vorgestellt und beschreiben in dem Bericht Details ihrer Website.

## Zahlen
Kicktipp hatte im WM-Monat Juni 2014 seinen größten Erfolg mit 113,1 Mio. Aufrufen, lag unter den Top 10 der deutschen Webseiten, weil viele Deutsche dort ihre WM-Tippspiele organisierten, und übertraf seinen bisherigen Besucherrekord vom EM-Monat Juni 2012 (30 Mio. Aufrufe) um ein Vielfaches. Nach eigenen Angaben hatte Kicktipp in Deutschland im Juni 2015 2,5 Millionen Tipper in 200.000 Tipprunden.